# یوناس تشپیلیس
یوناس تشپیلیس (انگلیسی: Jonas Čepulis؛ ۱۱ اوت ۱۹۳۹ – ۲۸ مهٔ ۲۰۱۵) ورزشکار بوکس اهل اتحاد جماهیر شوروی سوسیالیستی بود.
وی در مسابقات کشوری و بین‌المللی در مجموع برندهٔ ۱ مدال نقره شده‌است.